# AF Leporis
Désignations
AF Leporis (en abrégé AF Lep), également connue comme HD 35850, est une étoile de sixième magnitude de la constellation australe du Lièvre, qui peut être vue à l'œil nu sous des conditions d'observation idéales. D'après la mesure de sa parallaxe annuelle par le satellite Gaia, elle est située à ∼ 87,6 a.l. (∼ 26,9 pc) de la Terre. Elle s'en éloigne à une vitesse radiale héliocentrique de +21 km/s.
AF Leporis est membre du groupe mouvant de Beta Pictoris, une jeune association d'étoiles âgée d'environ 24 millions d'années. Elle héberge un disque de débris ainsi qu'une exoplanète connue.

## Propriétés

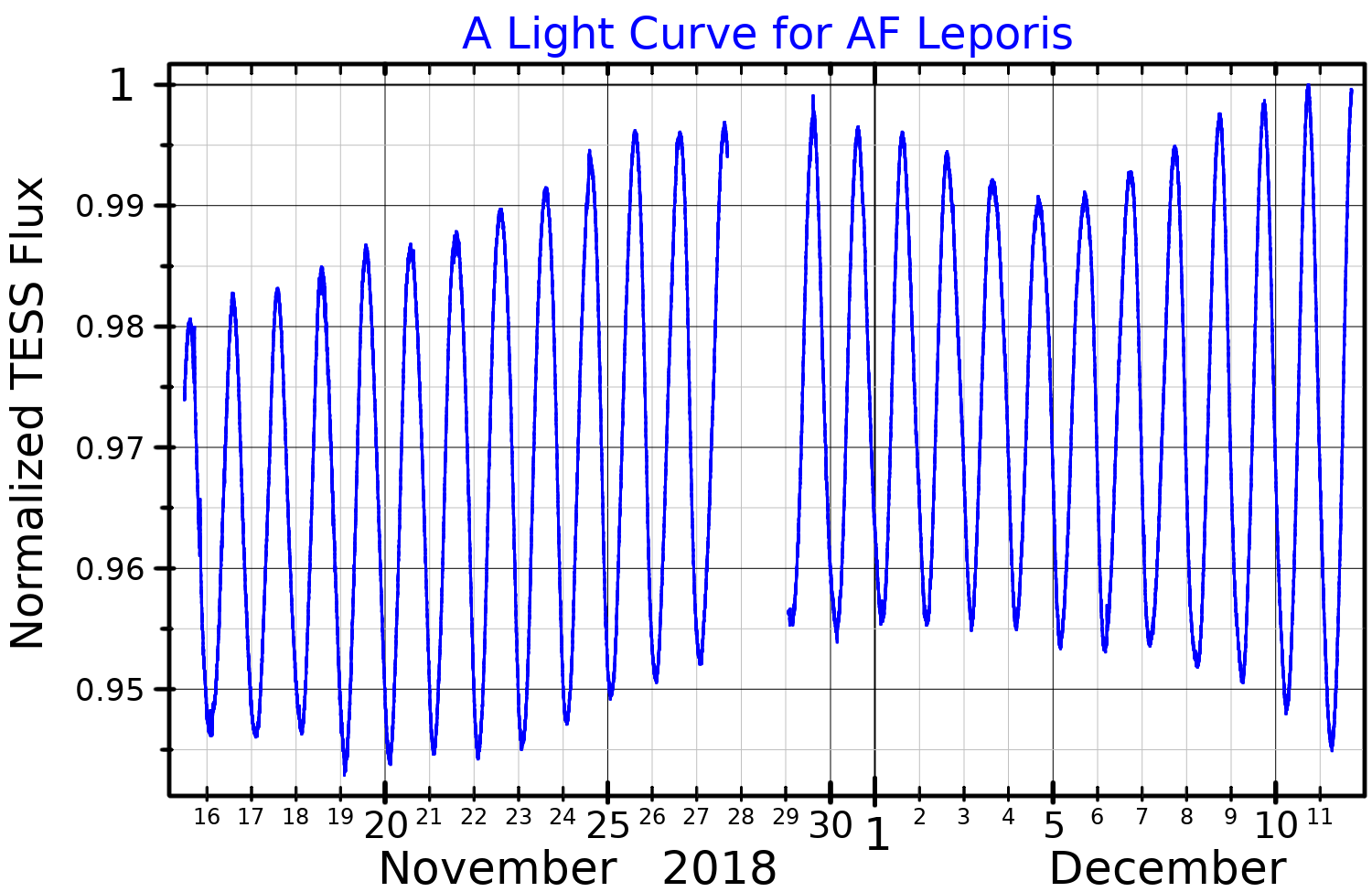
Courbe de lumière de AF Leporis, tracée à partir des données du satellite TESS.

AF Leporis est une étoile jaune-blanc de la séquence principale de type spectral F8 V(n)k:. C'est une variable de type RS Canum Venaticorum dont la magnitude apparente varie entre 6,25 et 6,35 avec une période d'environ un jour. Cette période a été affinée à 0,97 jour, et elle correspond également à la période de rotation de l'étoile. De plus, une variabilité à long terme a été détectée. L'étoile est 9 % plus massive que le Soleil, son rayon est 25 % plus grand que le rayon solaire et sa température de surface est de 6 130 K. Elle paraît être enrichie en métaux comparée au Soleil, avec une abondance en fer qui est supérieure de 55 % à l'abondance solaire.
Certaines études considèrent que AF Leporis est une binaire spectroscopique proche avec une séparation de 0,021 ua, mais cela est réfuté par d'autres études. Cette supposée binarité pourrait être un artéfact lié à la présence de taches stellaires,.

## Système planétaire
En 2023, une exoplanète de type super-Jupiter, désignée AF Leporis b, est découverte en orbite autour de  AF Leporis par imagerie directe grâce aux instruments NIRC2 de l'observatoire W. M. Keck et SPHERE du Very Large Telescope. Elle a également été détectée par astrométrie dans les données des satellites Hipparcos et Gaia, ce qui permet une mesure précise de sa masse,,. AF Leporis b est par la suite pré-découverte dans des données d'imagerie remontant à 2011, améliorant la détermination de son orbite.
AF Leporis b a déjà fait l'objet de plusieurs études, qui ont chacune trouvé des paramètres assez différents. Les mesures de sa masse par méthode dynamique vont ainsi de 2,8 MJ à 5,5 MJ. Les valeurs de son inclinaison orbitale sont quant à elles comprises entre 50+9
−12° et environ 98°, la première étant cohérente avec l'inclinaison stellaire connue de 54+11
−9° et suggérant un système aligné. Les premières études avaient déterminé que l'orbite de la planète était assez excentrique, mais les observations de pré-découverte montrent en fait qu'elle est pratiquement circulaire.
AF Leporis b a une température effective d'environ 750 K, ce qui correspond au type spectral d'un objet de type T précoce. Des données spectroscopiques suggèrent que la planète possède une atmosphère riche en métaux avec des nuages de silicates, mais d'autres études sont nécessaires pour le confirmer.
AF Leporis b a été observée avec l'instrument NIRCam du télescope spatial James Webb. Sa luminosité à 4,4 μm est assez faible, indiquant une absorption significative due à la présence de monoxyde de carbone (CO). Cette forte absorption de CO est expliquée par un déséquilibre chimique et par une métallicité élevée. Les observations permettent également d'exclure la présence de planètes géantes supplémentaires dans la partie externe du système. Enfin, l'étude n'a détecté aucune variabilité sur AF Leporis b.
Une étude utilisant l'interféromètre GRAVITY du VLT a permis de confirmer une grande partie des observations précédentes. GRAVITY a permis d'y ajouter une astrométrie précise tout en fournissant un spectre dans la bande K. Cette nouvelle astrométrie, combinée avec les observations précédentes, a confirmé que l'orbite de la planète est circulaire et qu'elle est bel et bien alignée avec l'axe de rotation de son étoile. Le spectre montre quant à lui une absorption important due au méthane et il est cohérent avec une atmosphère nuageuse riche en métaux, avec un indice de métallicité [Fe/H] = 0,75 ± 0,25. Ces données indiquent que la planète s'est probablement formée par accrétion du noyau dans le disque. Enfin, sa température a été précisée comme étant de 800 ± 50 K, tandis que sa masse dynamique est de 3,75 ± 0,5 MJ.
| Planète          | Masse         | Demi-grand axe (ua) | Période orbitale (ans) | Excentricité       | Inclinaison    | Rayon         |
| ---------------- | ------------- | ------------------- | ---------------------- | ------------------ | -------------- | ------------- |
| AF Leporis b     | 3,75 ± 0,5 MJ | 8,98+0,15 −0,08     | 24,3+0,9 −0,4          | 0,013+0,024 −0,010 | 57,5+0,6 −0,7° | 1,3 ± 0,15 RJ |
| Disque de débris | —             | 46 ± 9              |                        |                    |                |               |